# STS-91
STS-91は、スペースシャトルがミールを訪れた最後のミッションである。ディスカバリーが使われ、1998年6月2日にケネディ宇宙センターから打ち上げられた。

## 乗組員
- 船長 - チャールズ・プリコート（英語版） (4)
- 操縦手 - ドミニク・パドウィル・ゴーリー（英語版） (1)
- ミッションスペシャリスト - ウェンディ・ローレンス (3)
- ミッションスペシャリスト - フランクリン・チャン＝ディアス (6)
- ミッションスペシャリスト - ジャネット・L・カヴァンディ (1)
- ミッションスペシャリスト - ワレリー・リューミン (4)
- ミッションスペシャリスト（帰還時） - アンディ・トーマス (2)

## ミッションパラメータ
- 質量:117,861 kg
  - ペイロード:16,537 kg
- 近点:350 km
- 遠点:373 km
- 軌道傾斜角:51.7°
- 軌道周期:91.8分

## ミッションハイライト

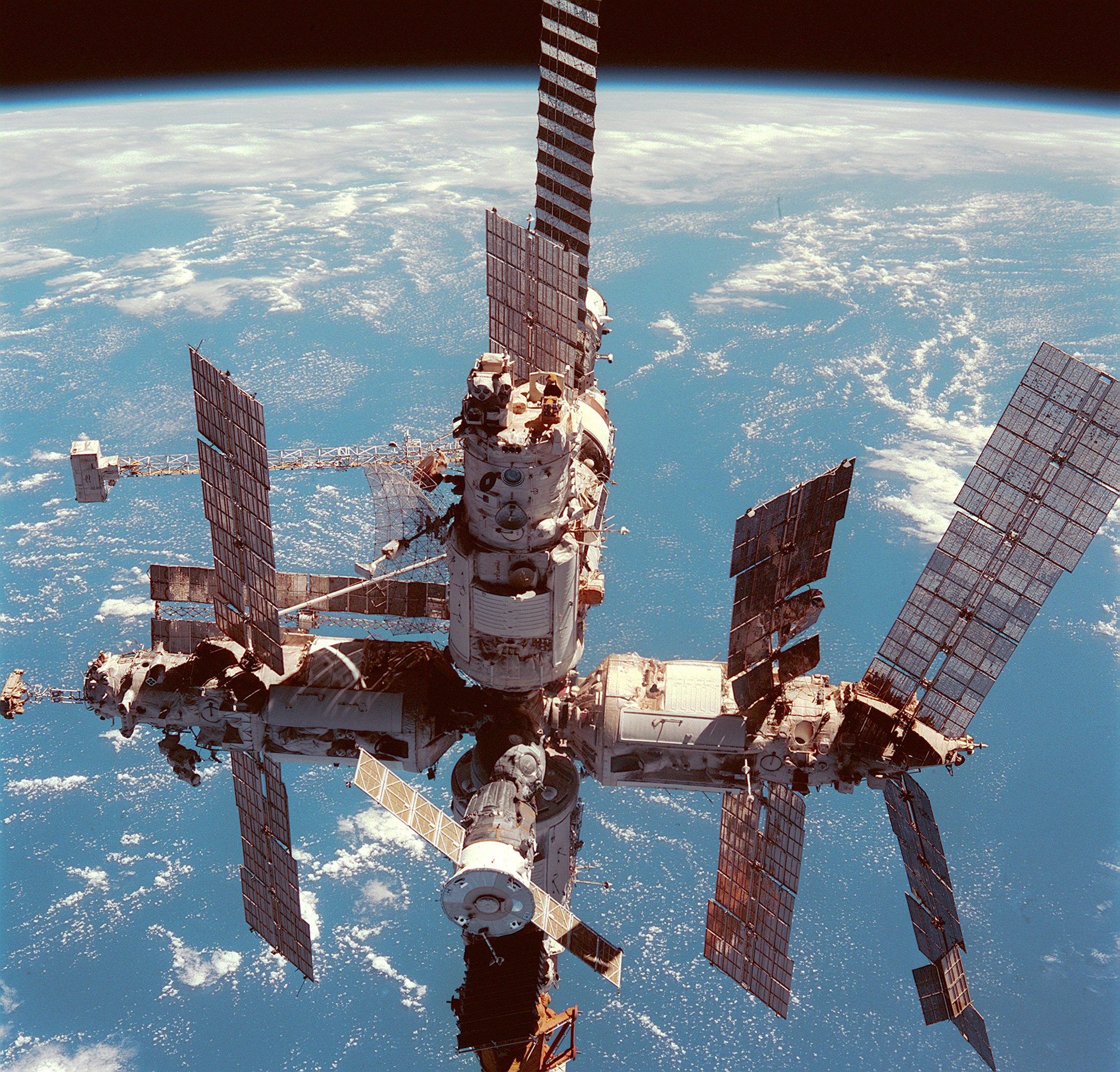
ドッキング解除後のディスカバリーから見たミール

STS-91は、スペースシャトルとミールの最後のドッキングミッションとなり、このフェーズ1の計画は、国際宇宙ステーションにつながった。
このミッションでは初めて超軽量スペースシャトル外部燃料タンクが用いられた。これは、長さ47m、幅8.2mとそれまでの打上げで使われた外部燃料タンクと同じサイズだが、3,400kg軽い。このタンクはアルミニウム-リチウム合金でできており、その構造は5%小さい密度で30%の強度の増加を達成している。水素タンクの壁には、直角のワッフルのようなデザインが取られ、以前のものよりも強度や安定性を向上させている。これらの改良により、後に国際宇宙ステーションでは多くのペイロードを載せられるようになった。
ディスカバリーは、1998年6月4日16時1分UTCに高度208マイルで同機としては初めてミールとドッキングし、午後2時34分にハッチが開いた。ハッチが開いた時点で、アンディ・トーマスは公式にディスカバリーの乗組員となり、130日間のミール滞在が終了した。この時、7人のアメリカ人宇宙飛行士により合計907日間に及ぶミールへの長期滞在が終了した。その後4日間で、ミールの第25次長期滞在とSTS-91の乗組員は、500kg以上の水、約2,130kgの実験用品と供給品を運び込んだ。この時、ミール上のアメリカ側の実験機器は、ディスカバリーのミッドデッキに移された。6月8日午前9時7分に、ドッキング解除のためにハッチが閉まり、12時1分に宇宙船が分離すると、スペースシャトルとミールとの最後のドッキングミッションが終了した。
STS-91は、アルファ磁気分光計の試作品も宇宙に運んだ。暗黒物質を探すために設計されたアルファ磁気分光計は、飛行1日目に起動された。当初、ディスカバリーのKU帯通信システムを用いて地球に送信される予定であったデータは、KU帯通信システムの不調によって宇宙船に設置されたレコーダに記録された。1998年6月3日、乗組員は、地上局の真上に来た時に通信が可能なS帯とFMの通信システムのバイパスの設定に成功した。地上に送信されなかったデータは、ミッションの間ずっと宇宙船上のレコーダで記録された。
KU帯の通信システムの故障は、乗組員からは届かない箇所にあることが同定された。この故障のせいで、テレビ映像の送信はできなかった。ミールからのテレビ放送は、ロシアの地上局とモスクワ郊外の地上管制局との間の問題によってできなかった。